# Mołoczanśk
Mołoczanśk (ukr. Молочанськ) – miasto w południowo-wschodniej części Ukrainy pod okupacją rosyjską, w obwodzie zaporoskim.

## Historia
Wieś została założona w 1803 roku w guberni taurydzkiej.
Status miasta od 1938.
W 1950 r. wybudowano mleczarnię, w 1954 r. zbudowano fabrykę mebli.
W 1989 liczyła 9096 mieszkańców.
W 2013 liczyła 6980 mieszkańców.